# Salts al Campionat del Món de natació de 1975
La competició de salts al Campionat del Món de natació de 1975 es realitzà a les Piscines Hernando Botero O'Byrne de Cali (Colòmbia). En total s'hi realitzaren quatre proves, que varen correspondre al trampolí de 3 metres i a la plataforma de 10 metres, separats en la competició masculina i en la femenina.

## Resum de medalles
Segons la Federació Internacional de Natació (FINA), els resultats d'aquesta competició i la distribució de medalles foren els següents, amb l'italià Klaus Dibiasi i la soviètica Irina Kalinina com a medallistes en ambdues modalitats:

### Categoria masculina
| Prova            | Or                  | Or     | Plata                   | Plata  | Bronze                    | Bronze |
| trampolí 3 m.    | Phillip Boggs (USA) | 597.12 | Klaus Dibiasi (ITA)     | 588.21 | Vyacheslav Strakhov (URS) | 577.59 |
| plataforma 10 m. | Klaus Dibiasi (ITA) | 547.98 | Nikolay Mikhailin (URS) | 532.95 | Carlos Girón (MEX)        | 529.71 |

### Categoria femenina
| Prova            | Or                   | Or     | Plata                   | Plata  | Bronze                | Bronze |
| trampolí 3 m.    | Irina Kalinina (URS) | 489.81 | Tatyana Bolynkina (URS) | 473.37 | Christine Loock (USA) | 466.92 |
| plataforma 10 m. | Janet Ely (USA)      | 403.89 | Irina Kalinina (URS)    | 387.99 | Ulrika Knape (SWE)    | 387.90 |

## Medaller
El medaller final de la competició atorgà un total de medalles favorables a la Unió de Repúbliques Socialistes Soviètiques (URSS), per bé que els Estats Units d'Amèrica (EUA) foren el país amb un palmarès més destacat de medalles d'or.
| Posició | País           | Or | Plata | Bronze | Total |
| 1       | Estats Units   | 2  | 0     | 1      | 3     |
| 2       | Unió Soviètica | 1  | 3     | 1      | 5     |
| 3       | Itàlia         | 1  | 1     | 0      | 2     |
| 4       | Mèxic          | 0  | 0     | 1      | 1     |
| 4       | Suècia         | 0  | 0     | 1      | 1     |
| Total   | Total          | 4  | 4     | 4      | 12    |